# János Göröcs
János Göröcs (Gánt, 8 maggio 1939 – Budapest, 23 febbraio 2020) è stato un calciatore ungherese, di ruolo centrocampista.

## Carriera

### Club
Giocò per la maggior parte della sua carriera nell'Újpesti Dózsa, con cui vinse 5 campionati e due coppe nazionali; successivamente vinse per due anni consecutivi la Coppa Mitropa con il Tatabánya.

### Nazionale
In Nazionale vinse la medaglia di bronzo alle Olimpiadi del 1960 e prese parte ai Mondiali del 1962.

## Palmarès

### Giocatore

#### Club

##### Competizioni nazionali
- Campionato ungherese: 5

Újpesti Dózsa: 1959-1960, 1969, 1970, 1970-1971, 1971-1972
- Coppa d'Ungheria: 2

Újpesti Dózsa: 1969, 1970

##### Competizioni internazionali
- Coppa Mitropa: 2

Tatabánya: 1972-1973, 1973-1974

#### Nazionale
- Bronzo olimpico: 1

Roma 1960

#### Individuale
- Capocannoniere della Coppa delle Coppe: 1

1961-1962 (8 gol)